# مسألة عائلية (فلم)
مسألة عائلية (باليابانية: 万引き家族، تعني حرفياً عائلة نشل المتاجر) هو فلم ياباني درامي عائلي، من كتابة وإخراج هيروكازو كورئيدا، وبطولة ليلي فرانكي و ساكورا أندو. يحكي الفلم قصة أسرة تعتمد على نشل المتاجر لتتأقلم مع حياة الفقر. حصل الفلم على السعفة الذهبية في مهرجان كان السينمائي لسنة 2018.

## الحبكة
في أحد ضواحي طوكيو يعيش أوسامو شيباتا مع زوجته نوبويو حياة الفقر وعلى الرغم من عمل أوسامو أحيانا وماتتقاضاه نوبويو من وظيفتها المتواضعة إلا أن الأسرة تعتمد بشكل كبيرعلى معاش تقاعد جدتهم.  ومن ثم عن طريق الابن، خلال نشله إحدى محلات المواد الغذائية، تتعرف العائلة على الفتاة المشردة يوري، حيث يأخذها أوسامو للمنزل وتلاحظ الأسرة حينها أثار سوء معاملة، ومع أن حالتهم المادية متردية وسيئة إلا إن العائلة تتبناها بشكل غير رسمي. ثم تقوم شرطة طوكيو بالبحث عن يوري بعد علمهم باختفاءها.

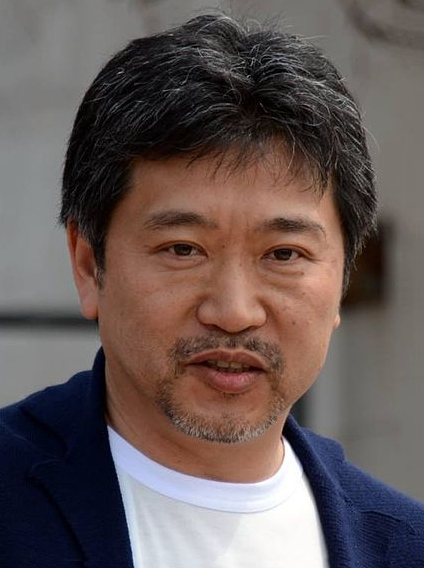
تلقى هيروكازو كورئيدا أراء إيجابية حول الإخراج.

## روابط خارجية
- مقالات تستعمل روابط فنية بلا صلة مع ويكي بيانات

لا توجد روابط لمواقع التواصل الاجتماعي.